# Funció gudermanniana

Funció gudermanniana amb les seves asímptotes y=±π/2 de color blau.

La funció gudermanniana, anomenada així en honor de Christoph Gudermann (1798 - 1852), relaciona les funcions trigonomètriques circulars amb les funcions hiperbòliques sense fer servir nombres complexos.
Es defineix per
{\displaystyle {\begin{aligned}{\rm {gd}}(x)&=\int _{0}^{x}{\frac {dp}{\cosh(p)}},\\&=\arcsin \left(\tanh(x)\right)=\arccos \left({\mbox{sech}}(x)\right),\\&=\arctan \left(\sinh(x)\right)={\mbox{arcsec}}\left(\cosh(x)\right),\\&={\mbox{arccot}}\left({\mbox{csch}}(x)\right)={\mbox{arccsc}}\left(\coth(x)\right),\\&=2\arctan \left(\tanh \left({\frac {x}{2}}\right)\right)=2\arctan(e^{x})-{\frac {\pi }{2}}.\end{aligned}}\,\!}
Es compleixen les identitats següents:
{\displaystyle {\begin{aligned}{\color {white}{\dot {\color {black}\sin({\mbox{gd}}(x))}}}&=\tanh(x);\quad \cos({\mbox{gd}}(x))={\mbox{sech}}(x);\\\tan({\mbox{gd}}(x))&=\sinh(x);\quad \;\sec({\mbox{gd}}(x))=\cosh(x);\\\cot({\mbox{gd}}(x))&={\mbox{csch}}(x);\quad \,\csc({\mbox{gd}}(x))=\coth(x);\\{}_{\color {white}.}\tan \left({\frac {{\mbox{gd}}(x)}{2}}\right)&=\tanh \left({\frac {x}{2}}\right).\end{aligned}}\,\!}

La funció gudermanniana inversa.

La funció inversa de la funció gudermanniana ve donada per
{\displaystyle {\begin{aligned}{\mbox{arcgd}}(x)&={\rm {gd}}^{-1}(x)=\int _{0}^{x}{\frac {dp}{\cos(p)}},\\&={}{\mbox{arccosh}}(\sec(x))={\mbox{arctanh}}(\sin(x)),\\&={}\ln \left(\sec(x)(1+\sin(x))\right),\\&={}\ln(\tan(x)+\sec(x))=\ln \tan \left({\frac {\pi }{4}}+{\frac {x}{2}}\right),\\&={}{\frac {1}{2}}\ln {\frac {1+\sin(x)}{1-\sin(x)}}.\end{aligned}}\,\!}
La derivada de la funció gudermanniana i la seva inversa són
{\displaystyle {\frac {d}{dx}}{\mbox{gd}}(x)={\mbox{sech}}(x);\quad {\frac {d}{dx}}{\mbox{arcgd}}(x)=\sec(x).\,\!}